# Вардар (1929 – 1930)
Вижте пояснителната страница за други значения на Вардар.
„Вардар“ с подзаглавие Независим македонски седмичник е български вестник, редактиран от Васил Пундев и излизал от 1929 до 1930 година в София като легален орган на протогеровисткото крило на Вътрешната македонска революционна организация.
Излиза в неделя и е печатан в печатница „Стопанско развитие“. Излизат общо 32 броя.
„Вардар“ е създаден от Пундев, след като той Георги Кулишев и Никола Джеров напускат редакцията на вестник „Македония“. Редактор е и Кулишев. Спрян е от правителството на Андрей Ляпчев с полицейска разпоредба от 22 март 1930 година след убийството на Пундев.